# Jan Janczewski
Jan Janczewski (ur. 4 lipca 1928 w Warszawie, zm. 29 października 2007 w Łodzi) – polski operator filmowy.

## Życiorys
Studia ukończył w 1951 roku w Łodzi w PWSF na wydziale operatorskim. Był zatrudniany głównie jako operator kamery, ale też robił zdjęcia do filmów.
Pochowany na Cmentarzu Radogoszcz w Łodzi.

## Filmografia
- 1951 – Pierwsze dni asystent operatora obrazu,
- 1953 – Pościg – asystent operatora obrazu,
- 1953 – Sprawa do załatwienia – asystent operatora obrazu,
- 1955 – Irena do domu! – operator II,
- 1956 – Ziemia – operator kamery,
- 1957 – Zagubione uczucia – operator kamery,
- 1958 – Noc poślubna – współpraca operatorska,
- 1958 – Żołnierz królowej Madagaskaru – operator kamery,
- 1959 – Awantura o Basię – operator kamery,
- 1960 – Mąż swojej żony – zdjęcia,
- 1960 – Ostrożnie Yeti – zdjęcia,
- 1961 – Dotknięcie nocy – zdjęcia,
- 1962 – Spotkanie w Bajce – operator kamery,
- 1963 – Ich dzień powszedni – zdjęcia,
- 1964 – Barbara i Jan – zdjęcia,
- 1965 – Wystrzał – zdjęcia,
- 1966 – Mistrz – zdjęcia,
- 1966 – Piekło i niebo – operator kamery,
- 1967 – Czarna suknia zdjęcia,
- 1968 – Hrabina Cosel – zdjęcia,
- 1969 – Jak rozpętałem drugą wojnę światową – operator kamery,
- 1971 – Kłopotliwy gość – operator kamery,
- 1971 – Niebieskie jak Morze Czarne – współpraca operatorska,
- 1971 – Trochę nadziei – współpraca operatorska,
- 1974 – Dwoje bliskich obcych ludzi – operator kamery,
- 1974 – Gąszcz – operator kamery,
- 1974 – Orzeł i reszka – operator kamery,
- 1974 – Potop – współpraca operatorska,
- 1975 – Dyrektorzy, odc. 6 – operator kamery,
- 1975 – Niespotykanie spokojny człowiek – współpraca operatorska,
- 1975 – W domu – współpraca operatorska,
- 1975 – Wieczór u Abdona – operator kamery,
- 1976 – Daleko od szosy – operator kamery,
- 1978 – Wesela nie będzie – zdjęcia,
- 1979 – Operacja Himmler – zdjęcia,
- 1982-1986 – Blisko, coraz bliżej – zdjęcia,
- 1988 – Rodzina Kanderów – zdjęcia